# Holacanthus tricolor
Holacanthus tricolor är en kejsarfisk som förekommer i kustnära vatten och korallrev från södra USA i norr till Brasilien i söder. Den lever företrädesvis på mellan 3 och 92 meters djup. Denna kejsarfisk blir upp till 35 cm lång.
Denna fisk har i ryggfenan 14 taggstrålar och 17 till 19 mjukstrålar. I analfenan finns 3 taggstrålar och 18 till 20 mjukstrålar. Hos den vanligaste formen är främre delen av kroppen gul och bakre delen samt ryggfenan och delar av analfenan svarta. Analfenans kant är oftast orange och en ring kring varje öga är delvis blå. Ungar har endast en blåsvart fläck på kroppen.
Födan utgörs av svampdjur, andra smådjur och alger.
Arten hittas ofta vid koraller av släktet Millepora.
För beståndet är inga hot kända. Några exemplar fångas och hölls i akvarium. Hela populationen anses vara stor. IUCN listar arten som livskraftig (LC).